# Küsten-Streifenhörnchen
Das Küsten-Streifenhörnchen (Tamiops maritimus) ist eine Hörnchenart aus der Gattung der Baumstreifenhörnchen (Tamiops). Es kommt in der südlichen Volksrepublik China sowie in Laos, Vietnam und Kambodscha vor.

## Merkmale
Das Küsten-Streifenhörnchen erreicht eine Kopf-Rumpf-Länge von etwa 10,5 bis 13,4 Zentimetern bei einem Gewicht von etwa 54 bis 57 Gramm. Der Schwanz wird 8 bis 11,5 Zentimeter lang und ist damit etwas kürzer als der restliche Körper. Der Hinterfuß wird 25 bis 30 Millimeter lang, die Ohrlänge beträgt 9 bis 17 Millimeter. Das Rückenfell der Tiere ist kurz, die Grundfarbe ist olivbraun. Darauf befinden sich drei dunklere Längsstreifen, die von helleren Streifen getrennt werden. Die mittleren hellen Streifen sind dabei nur undeutlich, die äußeren deutlicher ausgeprägt, jedoch weniger stark als bei anderen Tamiops-Arten. Unter dem Auge befindet sich ein blasser Streifen, der wie beim Swinhoe-Streifenhörnchen (Tamiops swinhoei) keinen Kontakt zum hellen Streifen des Rückens hat. Die Bauchseite ist sandfarben.
| 1 | · | 0 | · | 2 | · | 3 | = 22 |
| 1 | · | 0 | · | 1 | · | 3 | = 22 |

Der Schädel hat eine Gesamtlänge von 36 bis 38 Millimetern und entspricht im Aufbau dem anderer Arten der Gattung. Alle Arten der Gattung besitzen im Oberkiefer pro Hälfte einen zu einem Nagezahn ausgebildeten Schneidezahn (Incisivus), dem eine Zahnlücke (Diastema) folgt. Hierauf folgen zwei Prämolare und drei Molare. Im Unterkiefer ist dagegen nur ein Prämolar ausgebildet. Insgesamt verfügen die Tiere damit über ein Gebiss aus 22 Zähnen.
Das Genom der Art besteht aus einem diploiden Chromosomensatz von 2n = 38 Chromosomen.

## Verbreitung
Das Küsten-Streifenhörnchen kommt in der südlichen und östlichen Volksrepublik China und auf Taiwan sowie in Laos, Vietnam und Kambodscha östlich des Mekong vor. In der Volksrepublik China umfasst das Gebiet Teile der Provinzen Fujian, Guangxi und den Süden von Yunnan sowie die Insel Hainan. Nach anderen Quellen kommt es zudem auch in Guangxi und Guangdong vor.

## Lebensweise

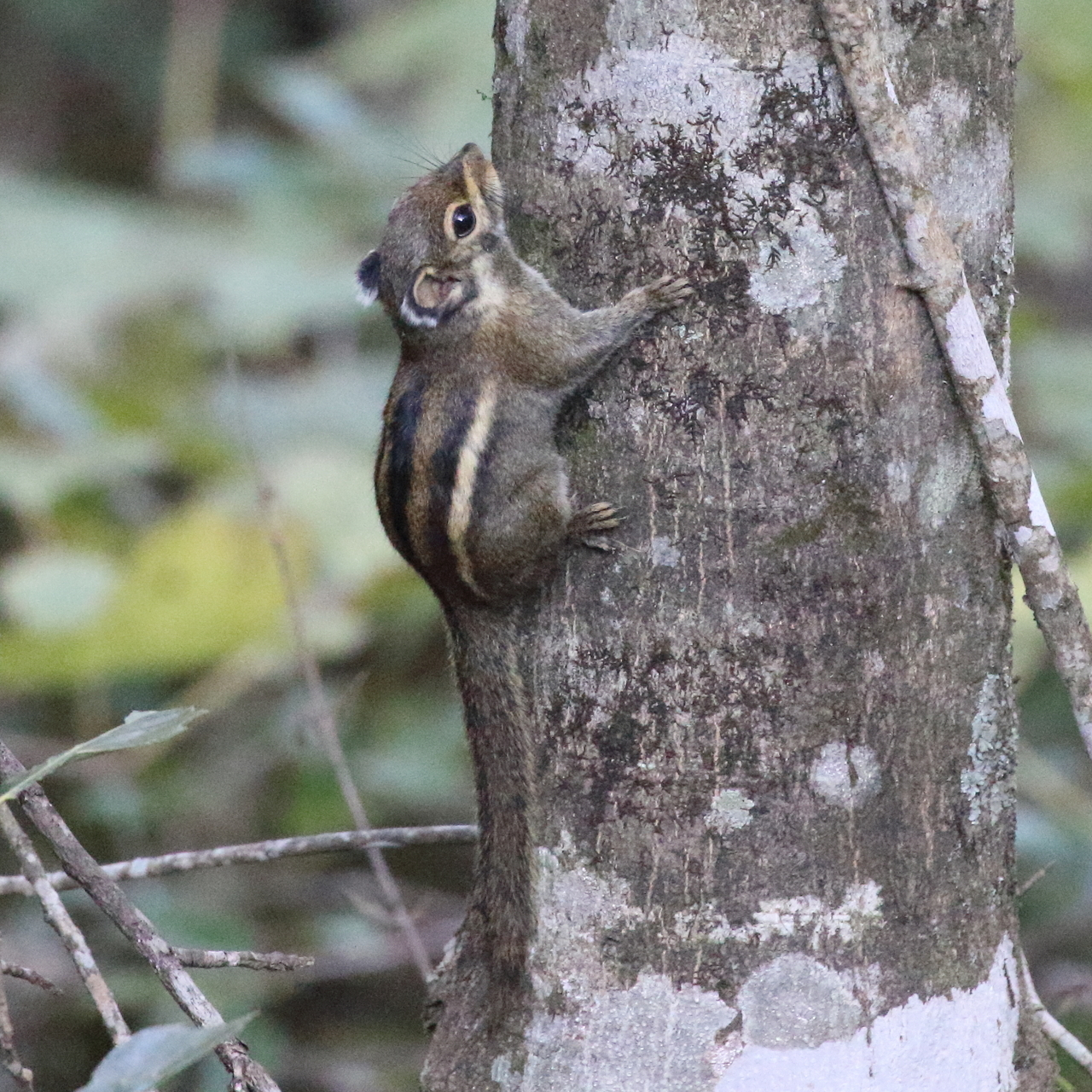
Küsten-Streifenhörnchen in Fujian, China

Das Küsten-Streifenhörnchen lebt in China vor allem in den Flachlandgebieten in  Baumbeständen seines Verbreitungsgebietes, auch in Sekundärwäldern und Gärten. Dabei kommt es hauptsächlich in zwei Waldtypen vor, zum einen in immergrünen Laubwäldern mit Eichen- und Lorbeerbeständen und Pinus massoniana sowie in sekundären Mischwäldern. Auf Taiwan ist es dagegen überwiegend in Höhenlagen zwischen 2000 und 3000 Metern anzutreffen. Es ist weitestgehend baumlebend, zwischen den Bäumen bewegt es sich mit weiten Sprüngen fort.
Die Hörnchen ernähren sich vor allem von jungen Knospen, Früchten und Insekten. Als Besonderheit ist es in der Lage, Nektar aus den Blüten des Ingwergewächses Alpinia kwangsiensis zu beziehen und kommt dafür aus den Bäumen herab und beißt die Blütenkelche an der Unterseite auf. Hierdurch kommt es nicht zur Bestäubung der Blüten, wodurch die Vermehrung der Pflanzen um etwa 20 % reduziert wird. Die Kommunikation erfolgt durch typische Rufe, die wie „cluck“ oder „chirrup“ klingen.

## Systematik
Das Küsten-Streifenhörnchen wird als eigenständige Art innerhalb der Gattung der Baumstreifenhörnchen (Tamiops) eingeordnet, die aus vier Arten besteht. Die wissenschaftliche Erstbeschreibung stammt von J. Lewis Bonhote aus dem Jahr 1900, der die Art anhand von Individuen aus der Provinz Fujian in China beschrieb. Verschiedene Autoren sehen das Küsten-Streifenhörnchen als Unterart des Swinhoe-Streifenhörnchens (Tamiops swinhoei) an.
Innerhalb der Art werden gemeinsam mit der Nominatform vier Unterarten unterschieden:
- Tamiops m. maritimus: Nominatform, kommt im Südosten Chinas sowie auf Taiwan vor. Im Vergleich mit anderen Arten ist vor allem diese Form einfarbiger und grauer. Der mittlere Rückenstreifen ist kurz und wenig sichtbar ausgeprägt. Die trüben weißen Seitenstreifen sind schmal und kurz.
- Tamiops m. hainanus: Die Untertart kommt auf der Insel Hainan sowie in Laos und Kambodscha vor. Sie ist etwas größer als die Nominatform.
- Tamiops m. moi: aus dem südlichen Vietnam. Sie entspricht Tamiops m. hainanus, ist jedoch noch ein wenig größer und die dunklen Rückenstreifen sind rötlicher gefärbt.
- Tamiops m. monticolus: in den Höhenlagen der westlicheren Verbreitungsgebiete der Art. Der mittlere Dorsalstreifen ist deutlicher als bei den anderen Formen und reicht bis zum Schwanzansatz, auch die hellen Streifen sind deutlich, breit und länger ausgebildet.

Smith & Yan Xie 2009 unterscheiden demgegenüber allein für China vier Unterarten. Neben den genannten Tamiops m. maritimus und Tamiops m. hainanus benennen sie T. m. bopinglingensis aus Fujian und T. m. formosanus auf Taiwan.

## Status, Bedrohung und Schutz
Das Küsten-Streifenhörnchen wird von der International Union for Conservation of Nature and Natural Resources (IUCN) als nicht gefährdet (Least concern) eingeordnet. Begründet wird dies durch das große Verbreitungsgebiet und das häufige Vorkommen der Art auch in stark veränderten Lebensräumen. Potenzielle bestandsgefährdende Bedrohungen für diese Art sind nicht bekannt.

## Belege
1. 1 2 3 4 5 6 7 8 9 10 11  Robert S. Hoffmann, Andrew T. Smith: Maritime Striped Squirrel. In: Andrew T. Smith, Yan Xie: A Guide to the Mammals of China. Princeton University Press, Princeton NJ 2008, ISBN 978-0-691-09984-2, S. 188.
2. 1 2 3 4 5 6  Richard W. Thorington Jr., John L. Koprowski, Michael A. Steele: Squirrels of the World. Johns Hopkins University Press, Baltimore MD 2012; S. 195–196. ISBN 978-1-4214-0469-1
3. ↑  Robert S. Hoffmann, Andrew T. Smith: Genus Tamiops. In: Andrew T. Smith, Yan Xie: A Guide to the Mammals of China. Princeton University Press, Princeton NJ 2008, ISBN 978-0-691-09984-2, S. 187 ff.
4. 1 2 3 4  Tamiops maritimus in der Roten Liste gefährdeter Arten der IUCN 2014.3. Eingestellt von: J.W. Duckworth, D. Lunde, 2008. Abgerufen am 7. April 2015.
5. 1 2  Tamiops maritimus In: Don E. Wilson, DeeAnn M. Reeder (Hrsg.): Mammal Species of the World. A taxonomic and geographic Reference. 2 Bände. 3. Auflage. Johns Hopkins University Press, Baltimore MD 2005, ISBN 0-8018-8221-4.